# Lijst van notabelen uit Wilsele
Lijst van notabelen uit Wilsele heeft als doel lijsten van de notabelen uit Wilsele over verschillende vlakken chronologisch voor te stellen. Wilsele was in het begin gescheiden door de Vaart in Wilsele-Dorp (Hoog-Wilsele) en Wilsele-Putkapel (Laag-Wilsele). Politiek gezien vallen Wilsele-Dorp en Wilsele-Putkapel grotendeels samen, aangezien er één heer/vrouwe en daarna ook maar één burgemeester over geheel Wilsele.

## Wilsele-Dorp (Hoog-Wilsele)

### Oppolitiekvlak (1290-1976)
De machthebbers van Wilsele waren in het begin enkele families, die generatie op generatie bekendstonden als de heren (of vrouwen) van Wilsele. Later ontstond de ambt van burgemeester en kon iedere (populaire) dorpeling verkozen worden. In 1976 fuseerde Wilsele samen met enkele andere gemeenten tot één gemeente: Leuven. Sindsdien is er maar één burgemeester, de burgemeester van Leuven.

#### Lijst van de heren en vrouwen van Wilsele (1290-1793)
De heren en vrouwen van Wilsele hadden alle macht in Wilsele, maar geleidelijk aan verminderde hun macht en aanzien, bij de komst van het Franse regime kwam daar een definitief einde aan.
- Gielis Van den Berghe (Gilles du Monte, Egidius de Monte) (1290-1295)
- Godfried II, graaf van Vianden (1295-1310)
- Jan Van Putte (1310-circa 1330)
- Arnoldus Van Putte, zoon van Jan Van Putte (circa 1330)
- Jan Van Putte, zoon van Arnoldus Van Putte (circa 1350)
- Lodewijk Uten Liemingen (1363-1371)
- Lodewijk Pynnock (1371-1376)
- Clemencien Pynnock, zus van Lodewijk Pynnock (1376-1393)
  - Wouter Roelants, man van Clemencien Pynnock (1393-1420)
- Familie de Grez (1420-1430)
- Wouter Roelants, man van Clemencien Pynnock, koopt de heerlijkheid terug (1430-1439)
- Lodewijk Roelants, neef van Wouter Roelants (1439-1484)
- Lodewijk Roelants, zoon van Lodewijk Roelants (de oude) (1484-1504)
- Marie Roelants, nicht van Lodewijk Roelants (de jonge) (1504-1507)
  - Colijn van der Tommen, man van Marie Roelants (1504-1507)
- Nicolaas van der Tommen, zoon van Marie Roelants (1507-1513)
- Lodewijk van der Tommen, broer van Nicolaas van der Tommen (1513-1552)
- Lodewijk van der Tommen, zoon van Lodewijk van der Tommen (de oude) (1552-1577)
- Jan van der Tommen, zoon van Lodewijk van der Tommen (de jonge) (1577-1587)
  - verkocht de heerlijkheid in 1552 aan Karel V en kocht de heerlijkheid in 1560 terug van diens zoon Filips II.
- Peter van der Tommen, broer van Jan van der Tommen (1587-1609)
- Octaviaan van der Tommen, zoon van Peter van der Tommen (1609-1618)
- Anna van der Tommen, zus van Octaviaan van der Tommen (1618-1623)
  - Jan van der Beken-Pasteel, man van Anna van der Tommen (1618-1633)
- Jacob van der Beken-Pasteel, zoon van Jan van der Beken-Pasteel (1633-1638)
- Antoon van der Beken-Pasteel, broer Jacob van der Beken-Pasteel (1638-1663)
- Jan Melchior van der Beken-Pasteel, broer van Antoon van der Beken-Pasteel (1663-1674)
- Frans Jozef van der Beken-Pasteel, zoon van Jan Melchior van der Beken-Pasteel (1674-1675)
- Willem Jan Melchior van der Beken-Pasteel, broer van Frans Jozef van der Beken-Pasteel (1675-1692)
- Jan Ferdinand Jozef van der Beken-Pasteel, zoon van Willem Jan Melchior van der Beken-Pasteel (1692-1704)
- Simon Richard van der Moeren, neef van Jan Ferdinand Jozef van der Beken-Pasteel (1704-1715)
- Sebastiaan Claudius van der Moeren, broer van Simon Richard van der Moeren (1715-1719)
  - Albert van der Moeren, neef van Sebastiaan Claudius van der Moeren (1719-1737)
  - Joanna Gabriela van der Moeren, nicht van Sebastiaan Claudius van der Moeren (1722-1737)
- Maria Philippina van Valckenisse, weduwe van Jan Melchior van der Beken-Pasteel (1725-1728)
- Adriana Martina van Engelen (de Angelis), erfgename van Maria Philippina van Valckenisse (1728-1736)
- Jan Verspecht, erfgenaam van Adriana Martina van Engelen (de Angelis) (1737-1754)
- A.F. Verspecht, broer van Jan Verspecht (1754-1761)
  - Martinus van den Broeck, koopt de grond van A.F. Verspecht (1761)
  - Lambert van der Moeren du Verger, koopt de grond van A.F. Verspecht (1761)
- Barones Honorina Francisca Antonetta van der Noot - van Hamme, koopt de gronden van Martinus van den Broeck en Lambert van der Moeren du Verger (1761-1793)

#### Lijst van deburgemeestersvan Wilsele (1801-1976)
Nadat Wilsele lange tijd bestuurd werd door enkele families kwam het ambt van burgemeester er.
- Henricus Bosmans (1801-1831)
- Petrus Geeraerts (1831-1836)
- Philippus Jacobus Bosmans, zoon van Henricus Bosmans (1836-1875)
- Jan-Baptist Vanderelst (1875-1885)
- Petrus Joannes Geeraerts, kleinzoon van Petrus Geeraerts (1885-1901)
- Alfons van Geel (1901-1926)
- Henri Corbeels (1927-1946)
- Albert Leopold Decoux (1947-1976)

In 1976 fuseerde Wilsele met Leuven en kwam er een eind aan de burgemeesters van Wilsele.

### Opreligieusvlak (13e eeuw-heden)
De Sint-Martinusparochie was lange tijd de enige parochie van Wilsele totdat de bewoners van Laag-Wilsele het beu waren steeds de Vaart over te steken. Rond 1400 ontstond er een tweede "parochie", die pas in 1895 echt erkend werd.

#### Lijst van depriestersvan deSint-Martinuskerk(13e eeuw-heden)
- Nicolaus de Puteo (circa 1497)
- Leonardus Vranck (circa 1516)
- Hugo Bertermans (1559-?)
- Peeter Van Den Eynde (?-1568)
- Joannes Dunnoeus (1568-1625)
- Gregorius Deens (1626-1655)
- Henricus Franciscus Keyens (1656-1682)
  - Henricus Tonry (1682-1686)
  - Lambertus Van den Biessem (1682-1686)
- Joannes De Wint (1686-1687)
- Jacobus Deman (1687-1689)
- Joannes Gaublomme (1689-1691)
- Nicolaus Dubois (1691-1712)
- Verschueren (1712-1713)
- Georgius Nuyts (1713-1715)
- Hermannus Corthout (1715-1720)
- Walter Pluymers (1720-1722)
- Philippus Van Velthem (1722-1723)
- Franciscus Van Daele (1726-1733)
- Paulus Bartholomees (1733-1766)
- Petrus Franciscus Braekmans (1766-1799)
- Franciscus Aegidius Eggen (1799-1803)
- Tilmannus Servatius Wicken (1803-1818)
- Petrus Antonius Van der Maesen (1818-1826)
- Joannes Peeters (1826-1832)
- Antonius Lintermans (1832-1868)
- Lodewijk Willem Schuermans (1868-1891)
- Petrus Franciscus Josephus Craenen (1891-1898)
- Karel Jan Van Nijlen (1898-1907)
- Gaspar Eraly (1907-1932)
- Willem Karel Legrand (1932-1943)
- Karel Jozef Van Geel (1943-1958)
- Jan Corneel Bruylandts (1958)

## Wilsele-Putkapel (Laag-Wilsele)

### Op politiek vlak (13e eeuw-1976)
Wilsele-Putkapel en Wilsele-Dorp hadden eenzelfde heer/vrouwe en ook daarna één burgemeester. Dus zie Wilsele-Dorp voor deze lijsten.

### Opreligieusvlak (15e eeuw-heden)
Toen de bewoners van Laag-Wilsele het beu waren steeds de Vaart over te steken werd er rond 1400 een kapel gebouwd voor en door de inwoners van Laag-Wilsele. In 1895 werd er een echte kerk in gebruik genomen.

#### Lijst van dekapelaansvan dePutkapel(rond 1400-1895)
De Putkapel was een kleine kapel voor de gelovigen van Wilsele-Putkapel. In 1895 werd deze vervangen door een echte kerk.
- Lambertus d'Oupeya (1416-1452)
- Petrus Oeslinger (1452-?)
- Jordanus Clerk (circa 1516)
- Henricus Nach
- Pastoors van Holsbeek (1658-1835)
- Felix Joannes Norbertus Verstraeten (1835-1837)
- Joannes Franciscus Jaquemyn (1837-1839)
- Cornelius van Horck (1839-1859)
- Josephus Benedictus van Hinsbergh (1859-1866)
- Joannes Francisus Hendrickx (1866-1879)
- Petrus Franciscus Josephus Craenen (1879-1891)
- Jan van Geel (werd later de eerste priester van Wilsele-Putkapel) (1891-1895)

#### Lijst van depriestersvan deSint-Agathakerk(1895-heden)
De echte parochie van Wilsele-Putkapel bestaat nog niet zo lang, sinds 1895.
- Jan Van Geel, priester (1895-1937)
- Felix Frans Corneel Eraly, priester (1937-1953)
  - Pater Meerkens, interimpriester (1953)
- Gustaaf Leo Vrebos, priester (1953-1985)
- Jo Gelissen, priester-deken (1985-2010)